# Grand Prix d'été de combiné nordique 2022
Navigation
2021 2023
Le Grand Prix d'été de combiné nordique 2022 est la vingt-quatrième édition de la compétition estivale de combiné nordique.
Elle se déroule, pour les femmes comme pour les hommes, du 27 août au 4 septembre, en cinq épreuves disputées sur trois sites différents, situés en Allemagne et en Autriche. Comme le grand prix a lieu en été, l'épreuve de saut à ski se pratique sur des tremplins spécialement aménagés, et l'épreuve de fond implique l'utilisation de ski-roues par les athlètes.
Chez les femmes, Ema Volavšek (de) réalise trois podiums dont une victoire et elle remporte également le classement général. Chez les hommes, Ilkka Herola gagne de nouveau le classement général de la compétition, comme l'année précédente.

## Organisation de la compétition

### Programme de la compétition
Le calendrier initial de la saison prévoit cinq épreuves, tant féminines que masculines, sur trois sites.
La compétition débutera en Allemagne, à Oberwiesenthal, se poursuivra dans ce même pays, à Oberstdorf, puis changera de pays pour s'achever à Tschagguns, en Autriche,.

### Format des épreuves
La compétition s'ouvre par une épreuve mixte par équipes ; elle est suivie, pour les femmes, par quatre épreuves individuelles, sur 5 km, et pour les hommes, également par quatre épreuves individuelles, sur 10 km.
Les athlètes exécutent premièrement un saut sur un tremplin suivi d’une course de rollerski de 10 km. À la suite du saut, des points sont attribués pour la longueur et le style. Le départ de la course de rollerski s'effectue selon la méthode Gundersen (1 point = 4 secondes), le coureur occupant la première place du classement de saut s’élance en premier, et les autres s’élancent ensuite dans l’ordre fixé. Le premier skieur à franchir la ligne d’arrivée remporte l’épreuve.
Les trente premiers athlètes à l'arrivée marquent des points suivant la répartition suivante, :
| Place  | 1er | 2e | 3e | 4e | 5e | 6e | 7e | 8e | 9e | 10e |
| ------ | --- | -- | -- | -- | -- | -- | -- | -- | -- | --- |
| Points | 100 | 80 | 60 | 50 | 45 | 40 | 36 | 32 | 29 | 26  |

| Place  | 11e | 12e | 13e | 14e | 15e | 16e | 17e | 18e | 19e | 20e |
| ------ | --- | --- | --- | --- | --- | --- | --- | --- | --- | --- |
| Points | 24  | 22  | 20  | 18  | 16  | 15  | 14  | 13  | 12  | 11  |

| Place  | 21e | 22e | 23e | 24e | 25e | 26e | 27e | 28e | 29e | 30e |
| ------ | --- | --- | --- | --- | --- | --- | --- | --- | --- | --- |
| Points | 10  | 9   | 8   | 7   | 6   | 5   | 4   | 3   | 2   | 1   |

Le meilleur sauteur porte un dossard bleu et le meilleur skieur porte un dossard rouge.

### Dotation financière
La répartition financière est la suivante pour les courses, :
| Place                                       | 1er   | 2e    | 3e    | 4e  | 5e  | 6e  |
| ------------------------------------------- | ----- | ----- | ----- | --- | --- | --- |
| Montants en euros pour les Femmes           | 500   | 400   | 300   | 150 | 100 | 50  |
| Montants en euros pour les Hommes           | 3 500 | 2 500 | 1 400 | 750 | 500 | 350 |
| Montants en euros pour la compétition mixte | 4 400 | 3 200 | 1 400 |     |     |     |

Pour le classement général final, les hommes se partagent 12 500 € et les femmes 1 250 €.

## Avant la compétition

### Athlètes participants
Chez les femmes, Les fédérations peuvent engager le nombre d'athlètes qu'elle souhaitent. Cependant les compétitrices doivent avoir marqué des points en coupe du monde, en coupe continentale ou alors avoir participé aux Championnats du monde junior ou à des compétitions dans les jeunes catégories.
Chez les hommes, les nations qui le souhaitent peuvent engager un nombre limité d'athlètes par compétition :
| Nations                                                          | Quotas | Motifs |
| ---------------------------------------------------------------- | ------ | --- |
| Autriche, Allemagne, Norvège                                     | 8      | Nations classées aux trois premières places du classement des nations de la Coupe du monde de combiné nordique 2021-2022             |
| Japon, Finlande, Estonie                                         | 6      | Nations classées entre la quatrième et la sixième place du classement des nations de la Coupe du monde de combiné nordique 2021-2022 |
| France, Italie, Tchéquie, États-Unis, Pologne, Slovénie, Ukraine | 4      | Autres nations classées dans le classement des nations de la Coupe du monde de combiné nordique 2021-2022                            |
| Autres nations                                                   | 2      | Nations n'ayant marqué aucun point en coupe du monde                                                                                 |

La nation « à domicile » peut engager quatre athlètes supplémentaires.
Comme pour les Femmes, sont sélectionnables, les athlètes ayant :
- marqué des points en coupe du monde ;
- marqué des points en coupe continentale ;
- participé à la coupe du monde, à la coupe continentale ou aux championnats du monde junior.

### Favoris
Lukas Greiderer se blesse à la cheville gauche quelques jours avant la compétition et il est donc absent.
Les équipes de France, d'Allemagne, de Finlande, d'Autriche (sauf Johannes Lamparter) ainsi que d'autres nations envoient leurs meilleurs athlètes sur l'intégralité des épreuves. Johannes Lamparter participe à partir de la course d'Oberstdorf. Les Norvégiens et les athlètes s'entraînant en Norvège comme Léna Brocard ou Kristjan Ilves ne rejoignent les compétitions que pour les deux ou trois dernières courses. En effet, il y a les championnats de Norvège lors du week-end de compétition d'Oberwiesenthal.
Les courses d'Oberwiesenthal rassemblent 50 athlètes de 13 nations chez les hommes et 23 athlètes de 7 pays chez les femmes,. Jarl Magnus Riiber est présent lors des compétitions de Tschagguns mais il est forfait en raison d'une blessure à l'épaule.

## Déroulement de la compétition

### Oberwiesenthal

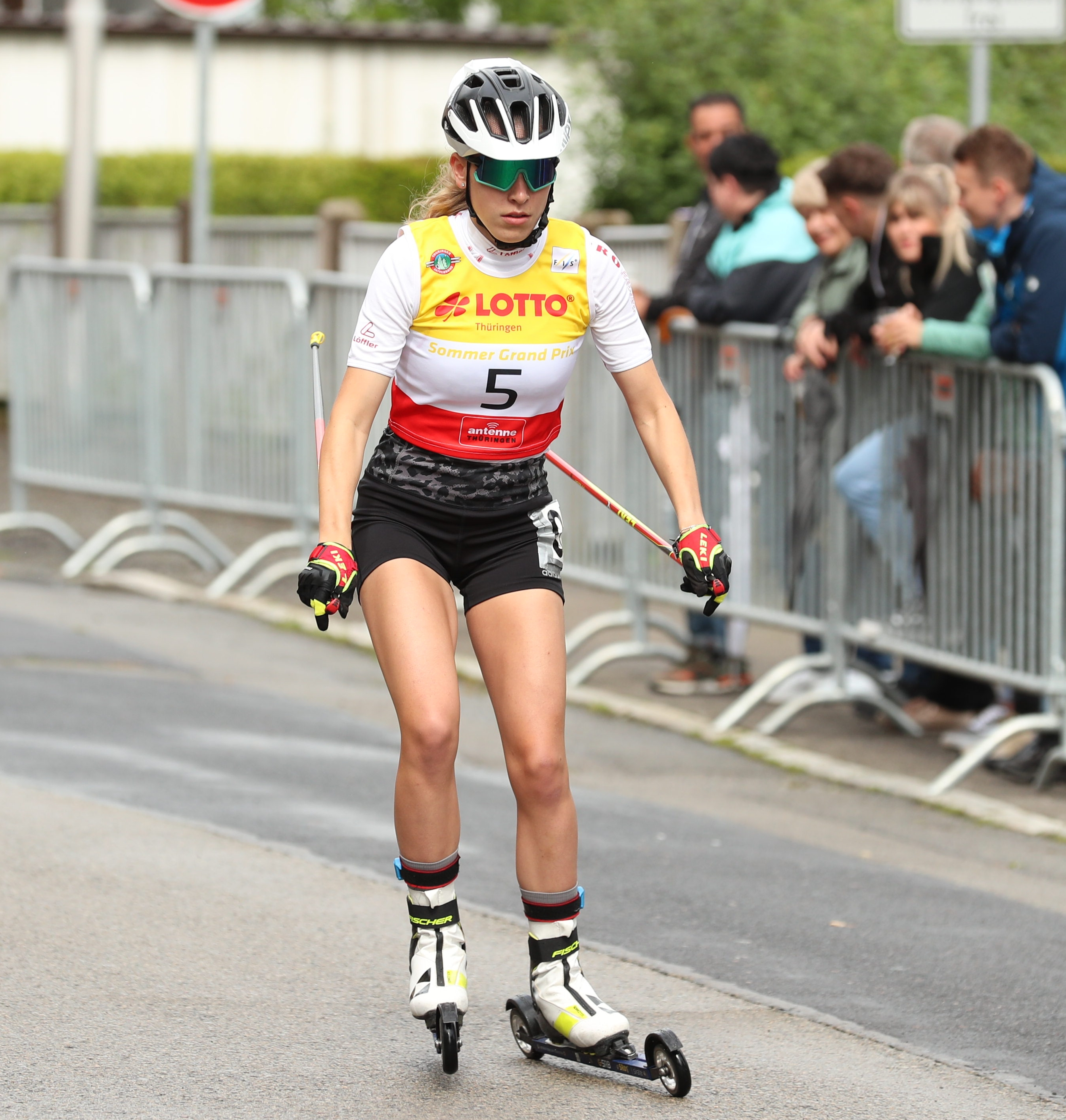
Jenny Nowak en 2021.

La compétition débute par une épreuve mixte par équipe avec huit équipes au départ,. Dans le concours de saut à ski, la première équipe d'Allemagne composée de Johannes Rydzek, Nathalie Armbruster, Jenny Nowak et de Julian Schmid prend une avance importante. En effet, ils devancent de 22 s l'Italie et de 31 s l'Autriche. La course de rollerski est disputée sous la pluie. Lors du premier relais, l'Italien Samuel Costa se rapproche à une douzaine de secondes de Julian Schmid. Dans les deux relais suivants, au contraire, les Italiennes perdent quelques secondes sur le relais allemand. Finalement, Johannes Rydzek creuse l'écart avec Domenico Mariotti dans le dernier relais. Finalement, L'Allemagne l'emporte avec plus d'une minute d'avance sur l'Italie et l'Autriche. La Finlande remonte de la sixième à la quatrième place à quelques secondes du podium.
Le lendemain, des courses individuelles sont au programme. Chez les femmes, le concours de saut est dominé par la Finlandaise Minja Korhonen,. Cette dernière a sauté à 99,5 m ce qui lui permet de disposer de 16 s d'avance sur Jenny Nowak qui a sauté à 100,5 m et sur Nathalie Armbruster qui a sauté à 102 m. Au total, il y a huit concurrentes à moins d'une minute de la tête. Lors de la course de rollerski, la Solène Ema Volavšek (de) parti cinquième à 33 s remonte progressivement. Elle reprend les Allemandes Jenny Nowak et Nathalie Armbruster puis Minja Korhonen à la mi-course,.  Finalement, elle s'impose devant la jeune Finlandaise de 15 ans et Nathalie Armbruster prend le meilleur sur Jenny Nowak pour la troisième place du podium. Chez les hommes, Ryōta Yamamoto mène grâce à un saut à 98 m. Le Japonais devance de 4 s Franz-Josef Rehrl qui a sauté à 102 m. Ilkka Herola prend la troisième place du concours avec le saut le plus long du jour à 104,5 m effectué dans des conditions de vents favorables et avec un élan plus important,,. Le Finlandais est à 33 s du leader et cinq athlètes sont à moins d'une minute du leader. La course de rollerski consiste en trois tours de circuit puis une montée de 2,5 km. Lors de cette course, Franz-Josef Rehrl reprend Ryota Yamamoto après 2,5 km et le duo dispose encore d'une vingtaine de secondes d'avance sur Ilkka Herola et une trentaine de secondes sur Johannes Rydzek à la mi-course. À 2,5 km de l'arrivée, Franz-Josef Rehrl dispose encore de 16 s d'avance sur Ilkka Herola. Dans le dernier tour, Ilkka Herola et Johannes Rydzek reprennent l'Autrichien. Finalement Ilkka Herola l'emporte dans la dernière montée devant Johannes Rydzek et Franz-Josef Rehrl parvient à garder la troisième place.

### Oberstdorf
Chez les femmes, Gyda Westvold Hansen revient à la compétition et elle domine le concours de saut avec un saut à 105 m,. Elle devance de 45 s l'Allemande Nathalie Armbruster qui a sauté à 99,5 m. Ema Volavšek (de) est une seconde derrière l'Allemande grâce à un saut de 98 m. Minja Korhonen est quatrième mais déjà à plus d'une minute. Gyda Westvold Hansen parvient à gérer son avance dans la course nocturne de rollerski et l'emporte. Derrière, Ema Volavšek double Nathalie Armbruster et elle reprend du temps en début à course à Gyda Westvold Hansen. En fin de course, elle part du temps et elle termine finalement à près d'une minute de la Norvégienne. Derrière, Nathalie Armbruster prend la troisième place et Minja Korhonen la quatrième.
Chez les hommes, la compétition a lieu sur le Grand tremplin (contrairement aux femmes qui sautaient depuis le tremplin normal). Ryōta Yamamoto, comme à Oberwiesenthal, domine le concours de saut grâce à un saut à 133,5 m. Il devance de 15 s l'Autrichien Franz-Josef Rehrl qui a sauté à la même distance. Ryota Yamamoto devance l'Autrichien car il a réalisé la distance avec un élan plus faible et de meilleures notes de style. Derrière, Ilkka Herola saute à 126,5 m et il est troisième mais à une minute et quinze secondes. Le Finlandais qui est connu comme un solide coureur de rollerski est également en forme sur le tremplin lors de l'été 2022. Julian Schmid n'est que quelques secondes derrière le Finlandais. Lors de la course de rollerski, Franz-Josef Rehrl rattrape puis double Ryota Yamamoto et finalement il l'emporte devant le Japonais. La bataille pour la troisième place est au contraire beaucoup plus serrée. Ilkka Herola et Julian Schmid reprennent du temps en début du course sur la tête de course mais ils n'arriveront jamais à reprendre les deux athlètes de devant. Finalement ils sont rejoints par Eero Hirvonen parti en neuvième position qui les attaque dans la dernière montée,. Ce dernier prend la troisième place devant Julian Schmid et Ilkka Herola. Avec sa victoire, Franz-Josef Rehrl prend la tête du classement général.

### Tschagguns
En marge des courses seniors de la compétition, des compétitions de jeunes sont organisés avec 94 athlètes issus de 11 nations.
Chez les femmes, le concours de saut a failli être annulé en raison du vent. Finalement le saut d'entraînement et le concours peuvent avoir lieu mais avec un retard de 45 minutes,. Gyda Westvold Hansen domine le concours. Cependant, elle est disqualifiée en raison de sa combinaison. Ainsi, c'est Nathalie Armbruster qui domine le concours de saut avec un saut à 93 m. Elle devance de 12 s sa compatriote Jenny Nowak qui a sauté à 91,5 m. Silva Verbič (de) est troisième à 18 s du leader. Dans la course de rollerski à Partenen (de), Nathalie Armbruster fait la course seule en tête et l'emporte. Derrière Jenny Nowak perd régulièrement du temps sur sa compatriote mais elle parvient à conserver la deuxième place. Au contraire, trois athlètes (Lisa Hirner, Ida Marie Hagen et Ema Volavsek (de)) se disputent la dernière place sur le podium. Parti en septième place, l'Autrichienne Lisa Hirner remonte et prend la troisième place. Ida Marie Hagen bat au sprint Ema Volavsek pour la quatrième place. Chez les hommes, Martin Fritz domine le concours de saut avec le plus long saut du jour à 103,5 m. Jens Lurås Oftebro est deuxième à 4 s grâce à un saut à 101,5 m. Manuel Faisst est troisième à 8 s et il devance Laurent Muhlethaler, Franz-Josef Rehrl et Antoine Gérard. Ilkka Herola saute à 102,5 m mais il n'est septième en raison de mauvaises notes de style. Au total, 27 athlètes sont à moins d'une minute du leader. En raison des courts écarts au départ, des groupes se forment rapidement. Ilkka Herola met à tour à revenir sur la tête et un groupe de huit athlètes se forment en tête. Dans le dernier tour, Ilkka Herola accélère et seuls Jens Lurås Oftebro et Martin Fritz peuvent suivre. Jens Lurås Oftebro contre l'attaque d'Ilkka Herola et l'emporte. Ilkka Herola prend le meilleur sur Martin Fritz pour les deux autres places sur le podium.
Le lendemain, Gyda Westvold Hansen prend sa revanche lors du concours de saut à ski. En effet, elle réalise 96,5 m mais avec moins d'élan que les autres concurrentes. Elle devance de 30 s Minja Korhonen qui a sauté à 98 m. Jenny Nowak est troisième mais à 50 s. Silva Verbic (de), Annika Sieff et Ema Volavsek (de) suivent à quelques secondes de l'Allemande,. Gyda Westvold Hansen fait sa course seule en tête et l'emporte. La révélation, Minja Korhonen, prend la deuxième place. Derrière, Ema Volavsek parvient à reprendre Annika Sieff et Jenny Nowak et elle prend la troisième place. Jenny Nowak est quatrième et Annika Sieff cinquième. Chez les hommes, Laurent Muhlethaler domine le concours de saut grâce à un saut à 102 m. Il devance Stefan Rettenegger qui saute à la même distance et qui est à 5 s. Eero Hirvonen est troisième à 9 s grâce au plus long saut du jour à 106 m. Martin Fritz est quatrième et il devance Gaël Blondeau (de) ainsi que les Norvégiens Espen Bjørnstad et Jens Lurås Oftebro et Kristjan Ilves. L'Ukrainien Dmytro Mazurchuk (en) réalise un saut à 103 m (deuxième plus longue distance du jour) et il se classe neuvième du saut,. Franz-Josef Rehrl est dixième et le leader du classement général, Ilkka Herola est 19e. En effet, ce dernier saute à 92 m mais dans des conditions de vent très compliquées. Lors de la course de rollerski, les trois premiers athlètes de tête (Laurent Muhlethaler, Stefan Rettenegger et Eero Hirvonen) forme un groupe,. Les trois athlètes restent ensemble toute la course et le groupe de poursuivants échouent à rentrer. Eero Hirvonen accélère dans le dernier tour et l'emporte. Il s'agit de sa première victoire dans la compétition. Il devance Stefan Rettenegger et Laurent Muhlethaler qui réalisent également leurs meilleures performances dans la compétition. Jens Lurås Oftebro règle le groupe de poursuivants au sprint. Ilkka Herola prend la quinzième place mais cela est suffisant pour remporter le classement général.

### Bilan de la compétition
Chez les femmes, Ema Volavsek (de) remporte la victoire au classement général pour la première fois. Les deux jeunes Nathalie Armbruster et Minja Korhonen terminent deuxième et troisième. La meilleure coureuse est Ema Volavsek devant Annika Malacinski (de) et Nathalie Armbruster. La meilleure sauteuse est Nathalie Armbruster devant Minja Korhonen et Jenny Nowak.
Chez les hommes, Ilkka Herola remporte le classement général. Il signe un doublé car il avait remporté la compétition l'été dernier. Eero Hirvonen a réussi à marquer 200 points en trois départs, le plaçant à la deuxième place du classement. Cependant, comme seuls les athlètes qui participent à toutes les compétitions du Grand Prix d'été sont pris en compte pour le classement général, le Finlandais est exclu de ce classement. Ainsi, les deuxième, troisième et quatrième places sont revenues aux Autrichiens Franz-Josef Rehrl, Stefan Rettenegger et Martin Fritz. Le même règlement s'applique également dans les classements spéciaux pour le meilleur sauteur et skieur. Ici, l'Italien Samuel Costa est le meilleur skieur et Franz-Josef Rehrl comme le meilleur sauteur.

## Classements

### Individuel féminin
Contrairement à la coupe du monde, la vainqueure du classement général de la compétition est l'athlète qui marque le plus de points et qui participe à toutes les compétitions.
| Rang | Nom                    | Points |
| ---- | ---------------------- | ------ |
| 01   | Ema Volavšek (de)      | 285    |
| 02   | Nathalie Armbruster    | 260    |
| 03   | Minja Korhonen         | 250    |
| 04   | Jenny Nowak            | 220    |
| 05   | Lisa Hirner            | 174    |
| 06   | Annika Sieff           | 144    |
| 07   | Maria Gerboth          | 129    |
| 08   | Silva Verbič (de)      | 116    |
| 09   | Daniela Dejori         | 109    |
| 10   | Annika Malacinski (de) | 090    |
| 11   | Veronica Gianmoena     | 088    |
| 12   | Cindy Haasch (en)      | 074    |
| 13   | Sophia Maurus (de)     | 066    |
| 14   | Tess Arnone (de)       | 047    |

### Individuel masculin
Contrairement à la coupe du monde, le vainqueur du classement général de la compétition est l'athlète qui marque le plus de points et qui participe à toutes les compétitions.
| Rang | Nom                       | Points |
| ---- | ------------------------- | ------ |
| 01.  | Ilkka Herola              | 241    |
| 02.  | Franz-Josef Rehrl         | 187    |
| 03.  | Stefan Rettenegger        | 170    |
| 04.  | Martin Fritz              | 164    |
| 05.  | Laurent Muhlethaler       | 161    |
| 06.  | Mattéo Baud               | 080    |
| 07.  | Samuel Costa              | 079    |
| 08.  | Raffaele Buzzi            | 065    |
| 09.  | Antoine Gérard            | 044    |
| 10.  | Jared Shumate (it)        | 042    |
| 11.  | Manuel Einkemmer (de)     | 041    |
| 12.  | Gaël Blondeau (de)        | 037    |
| 13.  | Thomas Rettenegger (de)   | 032    |
| 14.  | Philipp Orter             | 030    |
| 15.  | Andrzej Szczechowicz (de) | 020    |
| 16.  | Gašper Brecl (it)         | 017    |
| 17.  | Iacopo Bortolas (en)      | 013    |
| 18.  | Wendelin Thannheimer      | 013    |
| 19.  | Dmytro Mazurchuk (en)     | 006    |
| 20.  | Otto Niittykoski (de)     | 003    |
| 21.  | Domenico Mariotti         | 002    |

### Coupe des Nations
Le classement de la Coupe des nations est établi à partir d'un calcul qui fait la somme de tous les résultats obtenus par les athlètes d'un pays dans les épreuves individuelles ainsi que les deux meilleurs résultats du sprint par équipes. Une équipe du pays en tête de ce classement s'élancera en dernier lors du saut de l'épreuve par équipes.
| Rang | Nom             | Points |
| ---- | --------------- | ------ |
| 01.  | Allemagne       | 809    |
| 02.  | Italie          | 516    |
| 03.  | Slovénie        | 501    |
| 04.  | Autriche        | 430    |
| 05.  | Finlande        | 375    |
| 06.  | Norvège         | 307    |
| 07.  | États-Unis      | 241    |
| 08.  | Tchécoslovaquie | 086    |
| 09.  | France          | 062    |

| Rang | Nom        | Points |
| ---- | ---------- | ------ |
| 01.  | Autriche   | 693    |
| 02.  | Allemagne  | 591    |
| 03.  | Finlande   | 583    |
| 04.  | Italie     | 334    |
| 05.  | France     | 313    |
| 06.  | Norvège    | 283    |
| 07.  | États-Unis | 167    |
| 08.  | Japon      | 163    |
| 09.  | Slovénie   | 117    |
| 10.  | Estonie    | 066    |
| 11.  | Tchéquie   | 065    |
| 12.  | Pologne    | 020    |
| 13.  | Ukraine    | 006    |

## Résultats

### Épreuve mixte par équipes
| Date         | Épreuve                                                                | Vainqueur                                                                      | Deuxième                                                                 | Troisième                                                              | Leader du Grand Prix |
| ------------ | ---------------------------------------------------------------------- | ------------------------------------------------------------------------------ | ------------------------------------------------------------------------ | ---------------------------------------------------------------------- | -------------------- |
| 27 août 2022 | Épreuve mixte par équipes HS 105 / 15 km (5 km, 2,5 km, 2,5 km & 5 km) | Allemagne- Julian Schmid - Jenny Nowak - Nathalie Armbruster - Johannes Rydzek | Italie- Samuel Costa - Annika Sieff - Daniela Dejori - Domenico Mariotti | Autriche- Philipp Orter - Lisa Hirner - Annalena Slamik - Martin Fritz |                      |

### Résultats féminins
| Date         | Épreuve                            | Vainqueur         | Deuxième       | Troisième           | Leader du Grand Prix |
| ------------ | ---------------------------------- | ----------------- | -------------- | ------------------- | -------------------- |
| 28 août 2022 | Épreuve individuelle HS 105 / 5 km | Ema Volavšek (de) | Minja Korhonen | Nathalie Armbruster | Ema Volavšek (de)    |

| Date         | Épreuve                            | Vainqueur            | Deuxième          | Troisième           | Leader du Grand Prix |
| ------------ | ---------------------------------- | -------------------- | ----------------- | ------------------- | -------------------- |
| 31 août 2022 | Épreuve individuelle HS 106 / 5 km | Gyda Westvold Hansen | Ema Volavšek (de) | Nathalie Armbruster | Ema Volavšek (de)    |

| Date             | Épreuve                            | Vainqueur            | Deuxième       | Troisième         | Leader du Grand Prix |
| ---------------- | ---------------------------------- | -------------------- | -------------- | ----------------- | -------------------- |
| 3 septembre 2022 | Épreuve individuelle HS 108 / 5 km | Nathalie Armbruster  | Jenny Nowak    | Lisa Hirner       | Ema Volavšek (de)    |
| 4 septembre 2022 | Épreuve individuelle HS 108 / 5 km | Gyda Westvold Hansen | Minja Korhonen | Ema Volavšek (de) | Ema Volavšek (de)    |

### Résultats masculins
| Date         | Épreuve                             | Vainqueur    | Deuxième        | Troisième         | Leader du Grand Prix |
| ------------ | ----------------------------------- | ------------ | --------------- | ----------------- | -------------------- |
| 28 août 2022 | Épreuve individuelle HS 105 / 10 km | Ilkka Herola | Johannes Rydzek | Franz-Josef Rehrl | Ilkka Herola         |

| Date         | Épreuve                             | Vainqueur         | Deuxième       | Troisième     | Leader du Grand Prix |
| ------------ | ----------------------------------- | ----------------- | -------------- | ------------- | -------------------- |
| 31 août 2022 | Épreuve individuelle HS 137 / 10 km | Franz-Josef Rehrl | Ryōta Yamamoto | Eero Hirvonen | Franz-Josef Rehrl    |

| Date             | Épreuve                             | Vainqueur          | Deuxième           | Troisième           | Leader du Grand Prix |
| ---------------- | ----------------------------------- | ------------------ | ------------------ | ------------------- | -------------------- |
| 3 septembre 2022 | Épreuve individuelle HS 108 / 10 km | Jens Lurås Oftebro | Ilkka Herola       | Martin Fritz        | Ilkka Herola         |
| 4 septembre 2022 | Épreuve individuelle HS 108 / 10 km | Eero Hirvonen      | Stefan Rettenegger | Laurent Muhlethaler | Ilkka Herola         |